# Iwan Georgijewitsch Petrowski

Grabstätte von Petrowski auf dem Nowodewitschi-Friedhof

Iwan Georgijewitsch Petrowski (russisch Иван Георгиевич Петровский; * 5. Januarjul. / 18. Januar 1901greg. in Sewsk im Brjansker Gebiet; † 15. Januar 1973 in Moskau) war ein sowjetischer Mathematiker, der sich u. a. mit partiellen und gewöhnlichen Differentialgleichungen, Wahrscheinlichkeitstheorie und Topologie reeller algebraischer Kurven und Flächen beschäftigte.

## Leben
Petrowski studierte am Polytechnikum in Sewsk (Diplom 1917) und an der Lomonossow-Universität in Moskau (Abschluss 1927). Ab 1930 war er dort als Dozent und ab 1933 als Professor. 1951 bis 1973 war er Rektor der Universität, eine Aufgabe, die er sehr ernst nahm und noch über seine mathematischen Arbeiten stellte. Nach dem Nachruf von Pawel Alexandrow kam ihm nur Lobatschewski in dieser Hinsicht unter den Rektoren sowjetischer Universitäten gleich. Unter seinem Rektorat wurde die Universität erheblich erweitert. Er orientierte sich strikt nach wissenschaftlicher Leistung und versuchte politischem Druck bei der Auswahl entgegenzuwirken. Ab 1943 lehrte er auch am Steklow-Institut, dessen Vizedirektor er wurde.
Petrowski verfasste einige in der Sowjetunion verbreitete Lehrbücher. Sein Hauptarbeitsgebiet waren partielle Differentialgleichungen und ihre Anwendungen. Beispielsweise behandelte er die Randwertaufgaben der Wärmeleitungsgleichung und wandte Methoden der algebraischen Geometrie auf Systeme von partiellen Differentialgleichungen an. Er beschäftigte sich, teilweise mit seiner Schülerin Olga Oleinik, auch mit der Theorie reeller algebraischer Varietäten und erzielte bei dem zugehörigen 16. Hilbertproblem Fortschritte. Auch beim 19. Hilbertproblem (Analytizität der Lösungen von Variationsproblemen) erzielte er Fortschritte.
Er war seit 1946 Mitglied der Sowjetischen Akademie der Wissenschaften und „Held der sozialistischen Arbeit“ 1969. Er erhielt mehrmals den Leninorden sowie den Orden des Roten Banners der Arbeit. 1946 und 1952 erhielt er den Staatspreis der UdSSR. Er war Ehrendoktor der Karls-Universität in Prag (1960) und der Universitäten in Bukarest (1962), Lund (1968) und Sofia (1972). Er war Ehrenmitglied der Rumänischen Akademie. 1966 war er Präsident des Internationalen Mathematikerkongresses in Moskau. Seit 1992 vergibt die Russische Akademie der Wissenschaften für herausragende Leistungen auf dem Gebiet der Mathematik den I.-G.-Petrowski-Preis.
Petrowski hatte eine Bibliothek von über 30.000 Bänden und ein enzyklopädisches Wissen. Zu seinen Studenten zählen Olga Ladyschenskaja, Olga Oleinik.

## Schriften
- Selected Works, 2 Bände, Gordon and Breach, 1996
- Vorlesungen über partielle Differentialgleichungen, Teubner 1955 (englisch: Lectures on Partial Differential Equations, Interscience 1957)
- Vorlesungen über die Theorie der gewöhnlichen Differentialgleichungen, Teubner 1954
- Vorlesungen über die Theorie der Integralgleichungen, Würzburg, Physica Verlag 1953
- Partial Differential Equations, London 1967